# Эргашев, Джахонгир Нарзуллоевич
Джахонги́р Нарзуллоевич Эрга́шев (род. 6 марта 1994, Худжанд или Душанбе) — таджикский футболист, нападающий клуба «Эсхата». Выступает за национальную сборную Таджикистана.

## Клубная карьера
Воспитанник футбольного клуба «Худжанд». Начал взрослую карьеру в «Худжанде». Потом перешёл в «ЦСКА-Памир», где и привлёк внимание именитого «Истиклола». В своей новой команде Джахонгир сразу же ворвался в основной состав, блеснул на международных турнирах. В финале кубка Таджикистана 2013 он забил два гола в ворота «Регар-ТадАЗа», чем помог своей команде завоевать этот трофей.
В 2015 году отдан в аренду в «Худжанд» на годичной основе.
В январе 2016 году в период зимнего трансферного окна перешёл в «Динамо Брест», подписав контракт на полгода с возможностью продления. Дебютировал 2 апреля 2016 года в матче против борисовского БАТЭ. Всего сыграл 12 матчей и забил один гол в чемпионате Белоруссии и по окончании сезона покинул команду.
После возвращения на родину снова выступал за «Истиклол» и Худжанд". В июле 2018 года был на просмотре в клубе из Индонезии, но вернулся в «Худжанд». По итогам сезона 2018 года стал серебряным призёром и разделил второе место в споре бомбардиров чемпионата, забив 9 голов.

## Карьера в сборной
Джахонгир выступал за молодёжную сборную Таджикистана. За национальную сборную Таджикистана он дебютировал 19 марта 2013 года, забив также свой первый гол за национальную команду, в матче против сборной Макао.

### Матчи за сборную Таджикистана
| Матчи и голы Эргашева за сборную Таджикистана | Матчи и голы Эргашева за сборную Таджикистана | Матчи и голы Эргашева за сборную Таджикистана | Матчи и голы Эргашева за сборную Таджикистана | Матчи и голы Эргашева за сборную Таджикистана | Матчи и голы Эргашева за сборную Таджикистана | Матчи и голы Эргашева за сборную Таджикистана |
| --------------------------------------------- | --------------------------------------------- | --------------------------------------------- | --------------------------------------------- | --------------------------------------------- | --------------------------------------------- | --------------------------------------------- |
| №                                             | Дата                                          | Соперник                                      | Счёт                                          | Голы Эргашева                                 | Турнир                                        |                                               |
| 1                                             | 19 марта 2013                                 | Макао                                         | 3:0                                           | 1                                             | Отбор на Кубок Вызова АФК 2014                |                                               |
| 2                                             | 21 марта 2013                                 | Кыргызстан                                    | 0:1                                           | 0                                             | Отбор на Кубок Вызова АФК 2014                |                                               |
| 3                                             | 4 июня 2013                                   | Афганистан                                    | 3:2                                           | 0                                             | Товарищеский матч                             |                                               |
| 4                                             | 14 августа 2013                               | Индия                                         | 3:0                                           | 0                                             | Товарищеский матч                             |                                               |
| 5                                             | 15 октября 2013                               | Кыргызстан                                    | 4:1                                           | 0                                             | Товарищеский матч                             |                                               |

Итого: 5 матчей / 1 гол; 4 победы, 0 ничьих, 1 поражение.

## Достижения

### Командные

#### В составе «Истиклола» — «Худжанда»
- Обладатель кубка Таджикистана (4): 2013-14-15-18
- Обладатель Суперкубка Таджикистана (4): 2012-13-14-15
- Обладатель кубка президента АФК (1): 2012
- Чемпион Таджикистана (2): 2014—2015

## Индивидуальные награды
- Лучший игрок кубка Таджикистана (1) 2013
- Лучший молодой игрок (1) 2014
- Нападающий года (3) 2018 2022 2024